# Nova Canaã do Norte
Nova Canaã do Norte es un municipio brasileño del estado de Mato Grosso. Se localiza a una latitud 10°33′29″ S y a una longitud 55°57′11″ O, estando a una altitud de 301 metros. Su población estimada en 2004 era de 11.168 habitantes. 

## Historia
La Ley Estatal n.º 4.997, de 13 de mayo de 1986, creó el municipio, y el primer Prefecto Municipal fue el Sr. Jamiro Formigoni, y los primeros Concejales fueron: Granvile Fernandes Alencar (presidente), Zelito Gonçalves dos Santos, Pedro Rodrigues de Oliveira, José da Silva, Maria Elizete Lopes Penãs, Carlos Días Catarino, y Juan Leandro; y tanto el primer Prefecto, como también los primeros Concejales, ejercieron su mandato durante el período del 1 de enero de 1987 al 31 de diciembre de 1988. 
Posee un área de 5993,81 km².